# Distrikt Sanagorán
Der Distrikt Sanagorán liegt in der Provinz Sánchez Carrión in der Region La Libertad in West-Peru. Der Distrikt wurde am 3. November 1900 gegründet. Er hat eine Fläche von 337 km². Beim Zensus 2017 wurden 12.922 Einwohner gezählt. Im Jahr 1993 lag die Einwohnerzahl bei 10.080, im Jahr 2007 bei 12.983. Verwaltungssitz des Distriktes ist die 2670 m hoch gelegene Ortschaft Sanagorán mit 396 Einwohnern (Stand 2017). Sanagorán liegt 11 km westnordwestlich der Provinzhauptstadt Huamachuco.

## Geographische Lage
Der Distrikt Sanagorán liegt an der Ostflanke der peruanischen Westkordillere im äußersten Westen der Provinz Sánchez Carrión. Er hat eine Längsausdehnung in SSW-NNO-Richtung von knapp 33 km. Der Río Condebamba fließt entlang der nordöstlichen Distriktgrenze und entwässert das Areal nach Norden. Die westliche Distriktgrenze liegt an der kontinentalen Wasserscheide.
Der Distrikt Sanagorán grenzt im Süden an den Distrikt Quiruvilca (Provinz Santiago de Chuco), im Westen an den Distrikt Usquil (Provinz Otuzco), im Norden an den Distrikt Cachachi (Provinz Cajabamba), im Nordosten an die Distrikte Cajabamba (ebenfalls in der Provinz Cajabamba) und Marcabal sowie im Osten an den Distrikt Huamachuco.

## Ortschaften
Im Distrikt gibt es neben dem Hauptort Sanagorán folgende größere Ortschaften:
- 24 de Junio (474 Einwohner)
- Casaña (452 Einwohner)
- Chugurbamba (455 Einwohner)
- Hualasgosday (400 Einwohner)
- Pampa Verde (450 Einwohner)